# Escarpement d'Ut
Ut Rupes
Pour les articles homonymes, voir Ut.
L'escarpement d'Ut (désignation internationale : Ut Rupes) est un escarpement situé sur Vénus dans le quadrangle de Lakshmi Planum. Il a été nommé en référence à Ut, déesse sibérienne/turco-tatare du feu du foyer.